# Знищення армії фараона
Знищення армії фараона (англ. Destruction of Pharaoh's Army) — картина британського художника Джона Мартіна, створена у 1836 році. Це одне з найбільш відомих творів митця, яке відображає біблійний епізод з Книги Виходу, де описується загибель єгипетської армії під час перетворення Червоного моря.
У 2023 році Міністр мистецтв Майкл Елліс оголосив про тимчасову заборону на експорт картини, щоб зберегти її в країні. Ця акварель у 2018 році була під загрозою експорту з Великобританії, якщо не знайдеться покупець, готовий заплатити 1 509 102 фунти.

## Опис
Картина зображує величезну сцену катастрофи, в якій фараон та його військо зазнають нищівної поразки. Мартін майстерно передає масштаб трагедії за допомогою динамічних композицій та драматичного освітлення. На передньому плані видно військові кораблі та солдатів, які намагаються врятуватися від води, що накриває їх. Далеко на горизонті видно силуети гір, що додає елементу величі та драматизму.

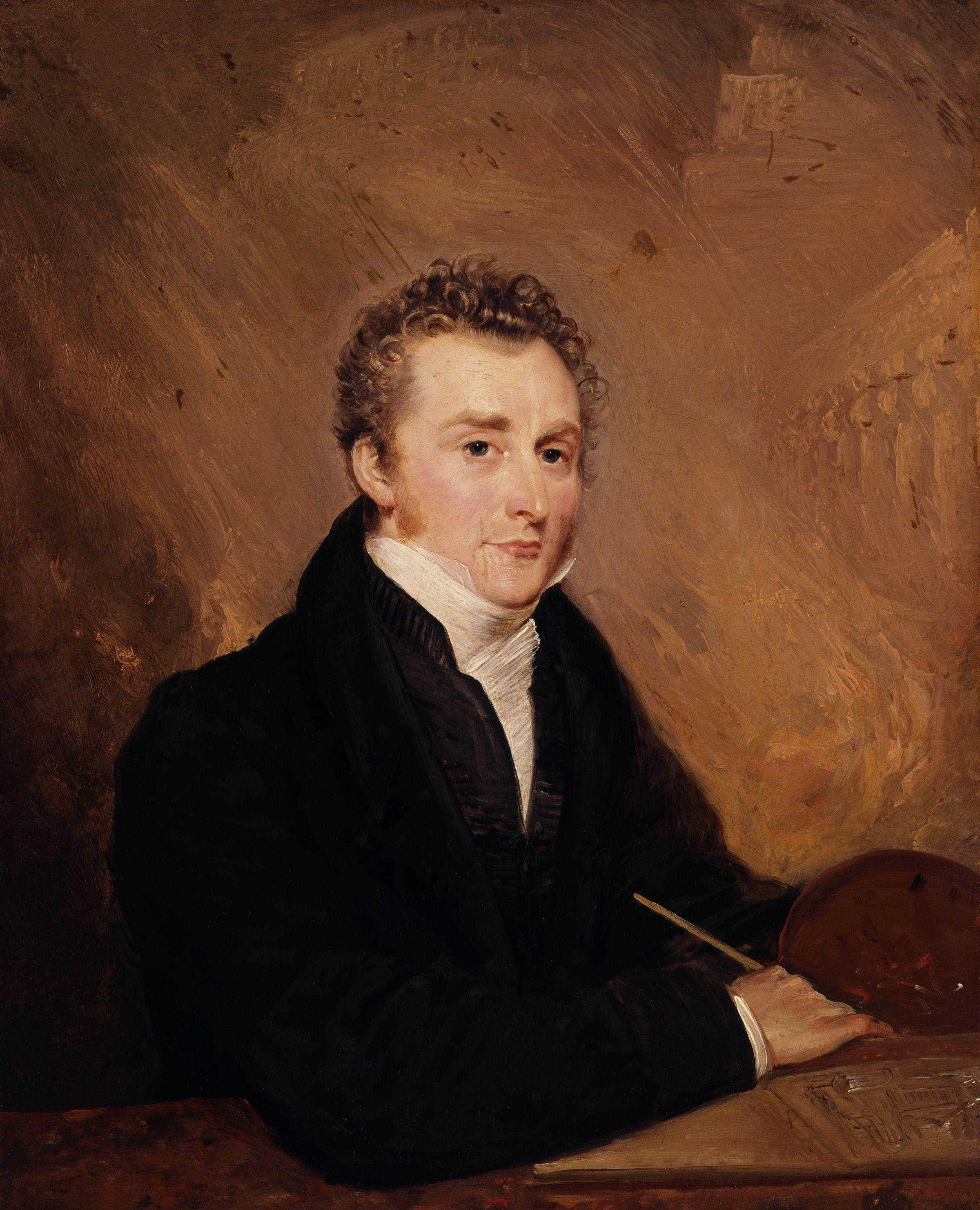
Джон Мартін, автор картини.

## Історія картини
«Знищення армії фараона» Джона Мартіна створено в контексті романтичної епохи, коли інтерес до біблійних сюжетів та епічних наративів був на піку.
Картина ілюструє біблійну історію з Книги Виходу, де Мойсей веде ізраїльтян через розділене Червоне море, в результаті чого єгипетська армія гине. Мартін використовує панорамну композицію, граючи з масштабом фігур і декорацій, що підсилює епічний характер сцени. Криваво-червоний захід сонця на фоні чорного неба надає драматизму і підкреслює емоційну силу моменту визволення та відплати.
Попри те, що Мартін здобув популярність завдяки своїм масляним картинам і меццотинтам, його акварелі, такі як «Знищення армії фараона», мали на меті конкурувати з олійним живописом у масштабі і візуальному впливі. Твори на біблійні сюжети, опубліковані у 1833 році, користувалися значною популярністю серед шанувальників, зокрема таких, як Чарльз Діккенс і сестри Бронте.
Художник також відомий своїми амбіційними планами щодо інженерних схем для покращення інфраструктури Лондона, що свідчить про його різносторонній талант. Однак, його репутація зазнала зниження внаслідок критики, зокрема від мистецтвознавця Джона Раскіна.
Після тривалого періоду забуття, починаючи з 1950-х років, інтерес до творчості Мартіна почав відроджуватися, що підтвердило важливість його внеску в історію британського мистецтва. Сьогодні «Знищення армії фараона» вважається прикладом сміливості та величі, що відображає унікальний стиль та амбіції митця.
В наш час картина виставлена в Музеї Ґетті в Лос-Анджелесі.